# White Castle (Galles)

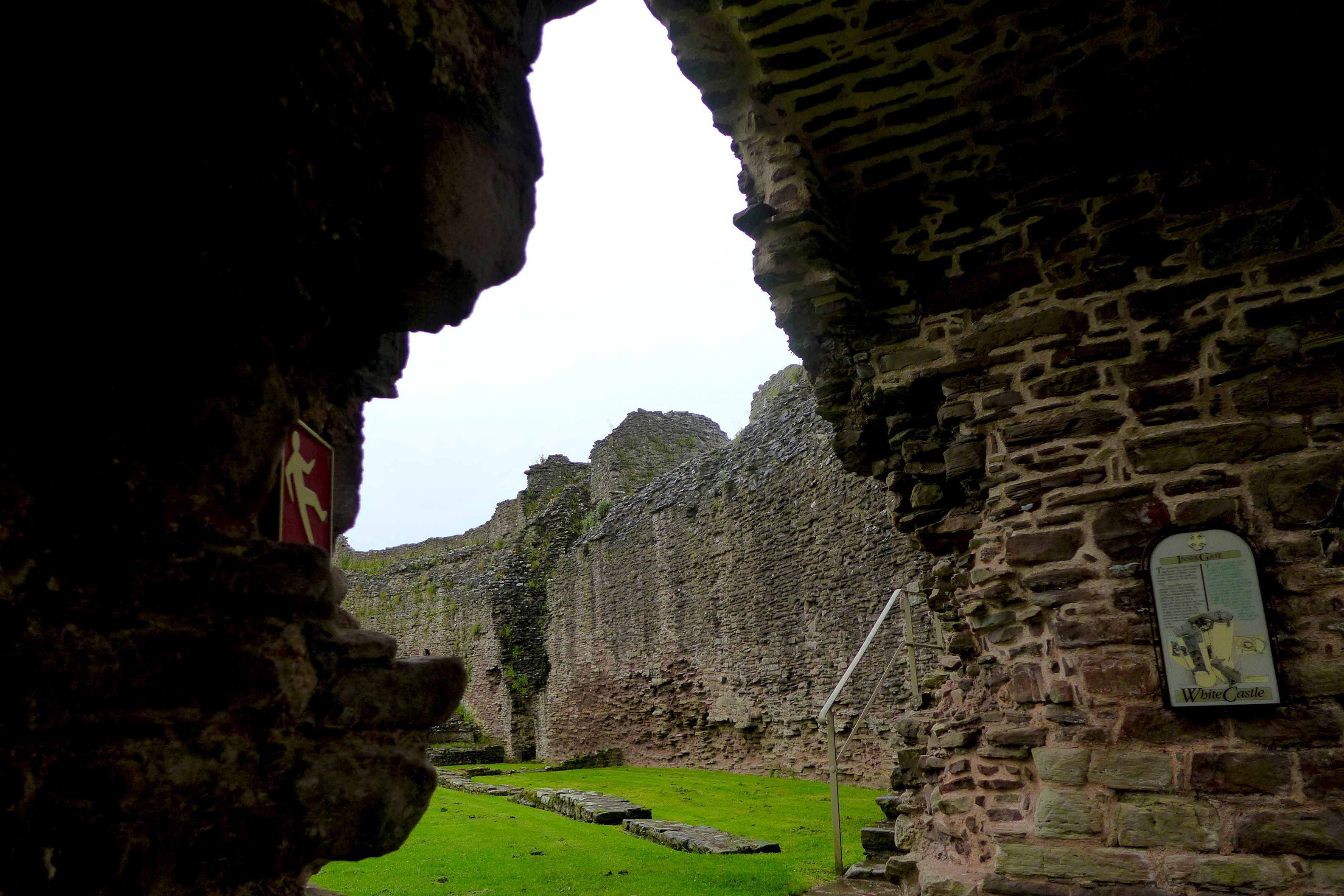
Rovine del castello

Il White Castle (lett. "Castello Bianco"; in gallese Castell Gwyn), storicamente conosciuto anche come castello di Llantilio (Llantilio Castle), è un castello fortificato in rovina della cittadina gallese di Llantilio Crossenny, nel Monmouthshire, risalente al XII secolo. È il meglio conservato dei cosiddetti Tre Castelli realizzati in zona da re Stefano a protezione dei confini e poi divenuti di proprietà di Hubert de Burgh. Gli altri due castelli sono il castello di Grosmont e al castello di Skenfrith.
Il castello perse la sua importanza militare con la conquista edoardiana del Galles nel 1282, e al XVI secolo era in uno stato di abbandono. Fu affidato allo stato nel 1922 ed è attualmente gestito da Cadw, l'ente che si occupa del patrimonio architettonico del Galles.

## Origini del nome
Presumibilmente, il nome in gallese Castell Gwyn, non si riferisce al significato letterale di "castello bianco", bensì a un legislatore locale, Gwyn ap Gwaethfoed. Tuttavia il nome in inglese, White Castle, non è probabilmente soltanto frutto di una errata traduzione del gallese gwyn (cioè white, "bianco"), ma farebbe forse anche riferimento a delle colorazioni bianche presenti nelle mura del castello.

## Storia
Il castello fu fatto costruire intorno al 1130 da re Stefano. Originariamente il castello era noto come castello di Llantilio.
Nel 1180, fu probabilmente il primo dei cosiddetti "Tre castelli" ad essere ricostruiti in pietra.
Nel XIII secolo, il White Castle, unitamente ai castelli di Grosmont e di Skenfrith divenne di proprietà di Hubert de Burgh. Fu però l'unico dei tre castelli a non essere fatto oggetto di ricostruzioni da parte del nuovo proprietario.
Nel 1260, per fronteggiare un probabile attacco da parte di Llewelyn ap Gruffudd (che poi non sarebbe avvenuto), il castello fu rinforzato con l'aggiunta di una cancellata con due torri.
Sempre a partire dal XIII secolo, il castello assunse anche il nome di White Castle.
Nel XIV, passata la rivolta di Glyndŵr dove i castelli ebbero per l'ultima volta un coinvolgimento militare, il White Castle, come gli altri due dei Tre castelli, cadde in stato di abbandono.